# Muro: Nalet Olsun İçimdeki İnsan Sevgisine
 (janvier 2024).
Si vous disposez d'ouvrages ou d'articles de référence ou si vous connaissez des sites web de qualité traitant du thème abordé ici, merci de compléter l'article en donnant les références utiles à sa vérifiabilité et en les liant à la section « Notes et références ».
 (janvier 2024).
Pour plus de détails, voir Fiche technique et Distribution.
Muro: Nalet Olsun İçimdeki İnsan Sevgisine est une comédie turque sortie en 2008 réalisée par Zübeyr Şaşmaz et mettant en vedette Mustafa Üstündağ et Şefik Onatoğlu.
Il s'agit d'un spin-off de la série Kurtlar Vadisi et il est fondé sur la série télévisée turque du même nom, utilisant des personnages de la série Kurtlar Vadisi Pusu.

## Distribution
- Mustafa Üstündağ : Muro
- Şefik Onatoğlu : Çeto
- Eray Türk : Yıldırım
- Selim Erdoğan : Muzo
- Nataliya Bondarenko : Anna
- Daria Litvinova : Olga
- Evrim Alasya : Fidan
- Demir Karahan : Emniyet Müdürü
- Eva Maya : Natalie
- Bülent Şakrak : Muavin